# 31-es villamos (Budapest)
A budapesti 31-es jelzésű villamos a Közvágóhíd és Pestszenterzsébet, Szabótelep között közlekedett. A járatot a Budapesti Közlekedési Vállalat üzemeltette.

## Története
A BKVT új járatot indított 1907. február 2-án, mely a Központi Városháza – Petőfi Sándor utca – Nádor utca – Szabadság tér – Margit híd – Szent Gellért rakpart – Szent Gellért tér – Ferenc József híd – Kálvin tér – Üllői út – Nagyvárad tér – Orczy út – Keleti pályaudvar – Rákóczi út – Központi Városháza útvonalon körjáratként közlekedett. 1910-ben ez a vonal kapta a 31-es jelzést. Útvonala 1915-ben megváltozott, a Népligettől az Üllői úton és a Kiskörúton, majd a Vilmos császár úton és a Szabadság téren át érte el a Nyugati pályaudvart. Az ellenkező irányban a 29-es villamos közlekedett.
1919-ben Kőbánya és Lipótváros között szállított utasokat. November 25-én a budai Duna-parton elindult az új körforgalmi járat, párja a 33-as villamos lett, egy héttel később a két járat megszűnt. Ekkor indult el az új 31-es a Kálvin tér és a Margit híd, budai hídfő között. 1924. december 18-ától az északi végállomása a Lánchídhoz került, a déli pedig a Közvágóhídhoz. 1926. július 12-étől az északi végállomása a Déli pályaudvarhoz került, egy hét múlva a Török utcáig rövidült. 1930. szeptember 14-én szűnt meg.
1940. október 25-én indult újra Közvágóhíd és Pestszenterzsébet, Pacsirtatelep között. 1943. szeptember 27-én a forgalmát leállították.
1945. május 21-étől ismét elindult de már a Mester utcából indulva. Július 5-étől a végállomását a Boráros térhez helyezték. 1948. február 27-én ismét a Mester utcáig járt.
1973. november 15-én – a 2-es villamos meghosszabbítása miatt a Közvágóhídig rövidült. 1974. október 4-én a Pesterzsébeti lakótelep építési munkálatai miatt. A villamosok a Pacsirtatelep irányába a Baross utca helyett a Török Flóris utcában, illetve a Nagy Sándor utca és a Vörösmarty utcán kiépített új pályán közlekedtek. 1979. március 6-án pedig a Közvágóhíd felé az Ady Andre utca helyett a Jókai Mór utcai új nyomvonalon át közlekedett a 31-es villamos.
1993. november végétől a Lágymányosi híd építése miatt elbontották a Markusovszky lejtőt és a Máriássy utcai hurokvágányt, ezért a 30-as villamos ideiglenesen szünetelt, pótlására a 23-as villamost a Ferenc körúthoz terelték. A 31-es villamos a Körvasút töltésének déli oldalán, egy vágányon érte el a Közvágóhidat és a Szabótelepig rövidült. Egy évvel később, amikor befejeződtek a munkálatok, a 30-as villamost hosszabbították meg a Pacsirtatelepig. Ezzel az intézkedéssel nyilvánvalóvá vált, hogy feleslegessé válik. 1995. augusztus 23-án megszüntették.
Az egykori végállomást a Vágóhíd kocsiszínnel együtt 2000-ben lebontották. A helyén 2006-ban megépült a Kvassay-áttörés. A vonal többi szakaszán ma a 2B és az 51-es villamos jár.

### 31A és 31B
1942. október végén és 1943-ban, illetve 1947–51 között Határ út (napjainkban Gubacsi út / Határ út) és Pacsirtatelep között temetői ingajárat közlekedett.
1951. április 30-án újraindult a csepeli gyorsvasút megnyitásához kapcsolódó felszíni forgalmi változások következtében a Közvágóhíd és a Pacsirtatelep között, majd 1952. február 25-én megszűnt. 1953. április 25-én a Pacsirtatelep és a Határ út között közlekedő 35-ös villamos kapta ezt a jelzést. 1954. október 31-étől ismét temetői járatként közlekedett minden év november 1-jén – 1956 kivételével – 1959-ig. 1959. november 21-én a Boráros tér – Pesterzsébet, Nagy Sándor utca útvonalon közlekedő 30A villamos jelzését 31A-ra változtatták. 1960. január 11-étől a Boráros tér helyett a Gubacsi út – Markusovszky lejtő – Könyves Kálmán körút útvonalon a Ganz-MÁVAG-ig közlekedett. Novembertől ismét temetői járat lett és a Pesterzsébet, Pacsirtatelep – Határ út – Pesterzsébet, Pacsirtatelep útvonalon közlekedett körjárati jelleggel.
1972-ben nem közlekedett, 1973-ban pedig 31B jelzéssel újraindult. 1974-ben ismét szünetelt, egy évvel később pedig ismét 31A jelzéssel közlekedett, ezúttal a Gubacsi úti vágányépítés miatt október 17. és november 7. között. 1976-ban és 1977-ben nem közlekedett, majd 1978-ban újraindították a korábbi útvonalán. 1981. november 1-jén közlekedett utoljára.

### 31É
1946. június 16-ától a 31-es villamos éjszaka is közlekedett a Boráros tér és a Pacsirtatelep között. 1973. augusztus 13-ától a Ferenc körút – Pesterzsébet, Pacsirtatelep útvonalon járt. Az 1980-as években az alapjárattól eltérő útvonala miatt a 31É jelzést kapta.  1993. november 26-án a 31É villamosvonal megszűnt, pótlására azonos jelzéssel autóbuszt indítottak.

## Útvonala
| Pestszenterzsébet, Szabótelep felé | Közvágóhíd felé                                                                             |
| --- | ------------------------------------------------------------------------------------------- |
| Közvágóhíd vá. – Gubacsi út – Határ út – Török Flóris utca – Nagysándor József utca – Jókai Mór utca – Pestszenterzsébet, Szabótelep vá. | Pestszenterzsébet, Szabótelep vá. – Jókai Mór utca – Határ út – Gubacsi út – Közvágóhíd vá. |

## Megállóhelyei
| 0  | Közvágóhíd végállomás                                           | 18 | Ráckevei HÉV 2, 24 23, 23, 54, 79, 79A |
| 1  | Gubacsi út, MÁV-híd (korábban: Kultúrház)                       | 17 | 30                                     |
| 2  | Koppány utca                                                    | 15 | 30                                     |
| 3  | Földváry utca                                                   | 14 | 30                                     |
| 4  | Magyar Gyapjúfonó (napjainkban Magyar Aszfalt)                  | 13 | 30                                     |
| 5  | Kén utca                                                        | 12 | 30                                     |
| 6  | Illatos út                                                      | 11 | 30 54                                  |
| 7  | Timót utca                                                      | 10 | 30                                     |
| 8  | FÉG (korábban: Lámpagyár) (napjainkban Fegyvergyár utca)        | 9  | 30                                     |
| 10 | Határ út (↓) Gubacsi út (↑) (napjainkban Gubacsi út / Határ út) | 8  | 30 19                                  |
| 12 | Török Flóris utca                                               | ∫  | 30, 52 19                              |
| 13 | János tér                                                       | ∫  | 30, 52 19                              |
| 15 | Kossuth Lajos utca                                              | ∫  | 30, 52 19, 23, 48, 59, 66, 166         |
| 16 | Nagysándor József utca                                          | ∫  | 30, 52 51, 59                          |
| 17 | Szent Imre herceg utca (korábban: Ősz Szabó János utca)         | ∫  | 30, 52                                 |
| 18 | Vécsey utca                                                     | ∫  | 30, 52                                 |
| ∫  | Ősz utca                                                        | 6  | 13, 30, 52                             |
| ∫  | Határ út (napjainkban Jókai Mór utca / Határ út)                | 4  | 13, 30, 52                             |
| ∫  | Thököly utca                                                    | 3  | 30, 52                                 |
| ∫  | Kossuth Lajos utca                                              | 2  | 30, 52 23, 23, 48, 66                  |
| 20 | Pestszenterzsébet, Szabótelep végállomás (ma: Szabótelep)       | 0  | 30, 52 23, 23, 51                      |